# Лі Квотінг
Лі Квотінг (нар. 28 січня 1910 — пом. 31 травня 2001) — тайванський економіст і політик, найбільш відомий як «батько економічного дива Тайваню» і названий «Нью-Йорк таймс» «хрещеним батьком технологій» за його роботу з перетворення економіки Тайваню з аграрної системи в одного з провідних світових виробників інформаційних і телекомунікаційних технологій.

## Біографія
Лі народився в Нанкіні, династія Цін, 28 січня 1910 року та помер у Національній лікарні Тайванського університету в Тайбеї, Республіка Китай, 31 травня 2001 року.
У 1930 році він закінчив Національний центральний університет (Нанкінський університет) і вивчав фізику в Кембриджському університеті в 1934 році. Він повернувся до материкового Китаю, де провів багато років у політиці й економіці. У липні 1948 року Квотінг втік від Комуністичної партії Китаю на Тайвань разом із Націоналістичною партією. У 1951 році він став президентом Тайванської суднобудівної корпорації, а у 1953 році був призначений членом Комісії з промислового розвитку: відповідальним за планування та економічний розвиток Тайваню. У 1959 році він став керівником Центру промислового розвитку та інвестицій при Раді допомоги США.
Він обіймав низку керівних посад у промисловості та уряді Тайваню, зокрема був міністром економіки з 1965 по 1969 роки та міністром фінансів з 1969 по 1976 роки. Після 1976 року він був призначений «міністром без портфеля» та просував науку й техніку на Тайвані. У 1968 році він отримав нагороду Рамона Магсайсая за державну службу. Він створив політику, яка допомогла залучити підприємців у технологічній індустрії та допомогла фінансувати електронні компанії Тайваню, що призвело до першості країни як виробника комп'ютерних частин. Лі також допоміг побудувати Науковий парк Сіньчжу, який пізніше став відомий як Кремнієва долина Тайваню. Парк є одним із провідних світових центрів виробництва напівпровідників та розвитку промислових і комп'ютерних технологій. У 2018 році у парку розміщувалось понад 500 високотехнологічних компаній. Лі також був старшим радником Президента Китайської Республіки Чень Шуйбяня.

## Економічна політика
Загалом Лі був урядовим чиновником 40 років, 10 з яких він провів на материковому Китаї до перемоги Комуністичної партії Китаю у громадянській війні. Тоні Фу-Лай Юй припускає, що час, який Лі провів на материковому Китаї, а також його наукова освіта в університеті значно вплинули на його політику на Тайвані. Лі не мав формальної економічної освіти, тому більшість своїх знань з економічного менеджменту отримав з практичного досвіду та роботи з іншими економістами. Отже, Юй стверджує, що політика Квотінга була ізольована від популярної економічної ідеології, а натомість керувалася прагматизмом. Сам Лі також стверджує, що мета його творів — розкрити свій досвід формування політики для подальшого використання в інших країнах, що розвиваються, а не писати про економічну, адміністративну або політичну теорії.
Юй стверджує, що політику Лі можна пояснити еволюційною економікою. Двоє економістів Єльського університету, Густав Раніс і Джон Ч. Ф. Фей, написали вступні есе до книги Лі 1995 року «Еволюція політики, що лежить в основі успіху розвитку Тайваню». Таким чином, можна витлумачити, що погляди Раніса та Фея на економічну політику є репрезентативними для поглядів Лі.
Раніс в основному писав про неокласичну теорію зростання, яка стверджує, що стійкі темпи економічного зростання можуть бути досягнуті шляхом правильного балансування рушійних сил праці, капіталу та технологій. Він також писав про концепцію економіки надлишку робочої сили в сільському господарстві, яка вивільняє працівників і створює надлишок сільськогосподарської продукції, що призводить до підвищення продуктивності в комерційних секторах, які розширюються.
Фей стверджував, що еволюцією політики керують два основних типи сил: об'єктивні та суб'єктивні. Об'єктивні сили — заздалегідь визначені умови, які охоплюють фізичне середовище, зовнішні економічні умови тощо. Суб'єктивні сили включають особисті переконання, економічні знання, спогади, досвід і «здоровий глузд». Фей вважав, що політичні переконання та ідеологія є найсильнішими чинниками у формуванні економічної політики, і тому це безперервний процес. Дотримуючись концепції еволюційної економіки, Фей стверджував, що економічна політика повинна змінюватися відповідно до нових і постійно мінливих ситуацій. Таким чином, політика не повинна бути статичною під час створення, а натомість розвиватися та вдосконалюватися для адаптації до нових ситуацій. На думку Лі, лібералізація тайванської економіки була поступовим процесом, а не різким, який виник після міжнародної популярної думки про вільний ринок у 1960-х і 1970-х роках.

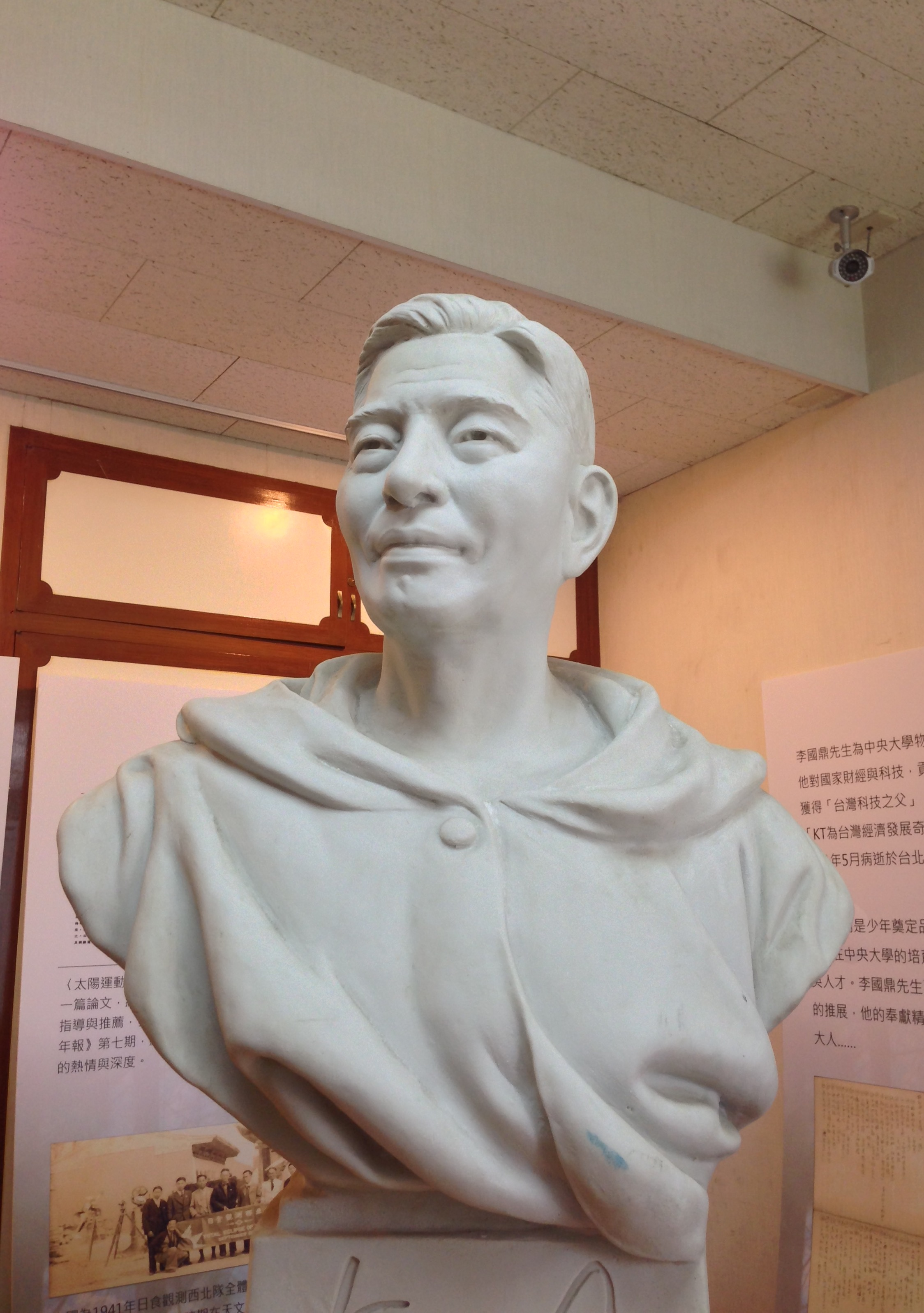
Лі Квотінг

### Прагматична економіка
Лі стверджував, що є два типи проблем, які мають ключове значення для аналізу еволюції політики. Перший — економічний вплив політики, другий — причинно-наслідковий зв'язок, або чому певна політика з'являється та реалізується в певний час.

На думку Лі, прагматизм повинен витіснити ідеологію з точки зору формування політики:
[Інновації в політиці повинні ґрунтуватися на] передбаченні неминучих проблем і конфліктів, а не бути суто ідеологічним мотивом… Саме поняття еволюції політики свідчить про те, що вибір часу (або своєчасна поява) конкретної політики має важливе значення, а хороша політична інновація — це та, яка не з'являється передчасно. Ідеологічні міркування часто стають на заваді вибору вдалого часу, як, наприклад, із так званим законодавством про державу загального добробуту, яку економіка просто не може підтримувати. Те, що майже можна назвати відмовою від ідеології, лежить в основі здорового прагматизму, яким керувалися політики на Тайвані та підтримували соціальний консенсус щодо зростання та економічної лібералізації.
Він виступав проти розробки політики, заснованої на ідеології, оскільки вона часто впливає на строки проведення певних політичних заходів і часто змінюється занадто швидко. Він думав, що така політика «мотивується цілями, які вважаються більш значущими, ніж фактичний добробут людей», що є різким переглядом політики, заснованої на ідеології. Лі вважав, що економічне середовище, в якому розробляється політичний курс, важливіше за ідеологію, політика не повинна обмежуватися прихованими мотивами економіки, заснованих на ідеології.

### Перегляд політики
Розробка лінії поведінки Лі методом проб і помилок була можливою завдяки гнучкій урядовій політиці Тайваню. Лі говорив, що це дозволило відмовитися від неефективних програм або модифікувати їх і легко створювати та впроваджувати нові у відповідь на нові ситуації.
На політику Лі часто впливав його досвід перебування у Гоміндану на материковому Китаї. Основною причиною втрати Чан Кайші материкового Китаю була гіперінфляція, тому Лі відчував огиду до будь-яких інфляційних фінансів під час свого управління економікою Тайваню.

Його відчуття відрази до інфляції очевидна в заяві:
Досвід Тайваню показує, що фіскальні реформи (податкове законодавство) та монетарні реформи (рух до автономії центрального банку) — важливі еволюційні кроки, які робить відповідальний уряд… В основі обох реформ лежить відмова від божевілля покладатися на друкарський верстат для створення купівельної спроможності, яку уряд може використати для розв'язання соціально-економічних проблем.
Лі вказував, що це була головна відмінність між політиками Тайваню та країн Латинської Америки, і що цей метод управління економікою призвів до більш відповідального уряду та прозорої системи оподаткування. Лі стверджував, що протягом 1950–70-х років лібералізація економіки Тайваню була ненавмисним наслідком їхньої нової політики. Лише у 1983 році таке «зовнішньоорієнтоване зростання» визнали корисним, а злиття міжнародної конкуренції на внутрішньому ринку заохочувався. Крім того, Лі казав, що уряд Тайваню на початку керувався принципом заохочення приватної власності та ринкового середовища, яке сприяло приватному бізнесу. Він писав:
Серед інших стимулювальних заходів, прийнятих урядом — покращення інвестиційного клімату, спрощення адміністративних процедур… забезпечення необхідного фінансування через банківські установи та сприяння інвестиціям та експорту через податкові пільги та інші стимули.
Це було основою для Принципу Лі про засоби для існування людей, де важливість захисту приватної власності для покращення соціально-економічної діяльності та створення вільної економіки була лише замінена необхідністю розширення державного капіталу. Юй стверджував, що така точка зору підпадає під те, що Роберт Вейд називає «керованою ринковою економікою». Лі стверджував, що головна проблема з іншими найменш розвиненими країнами (НРК):
Передбачуваний провал ринку в деяких інших НРК насправді може бути спричинений прямо протилежним фактором: провалом політичного втручання в ринок. Хоча на початку перехідного періоду зростання в 1950-х роках ринкова структура була далекою від досконалості, загальна тенденція тяжіла до зміцнення ринкового механізму — до деполітизації ринку. Досвід Тайваню показує, що обмежене втручання може спрацювати.
Лі стверджував, що без такої ж готовності в країнах, що розвиваються, підтримка вільного ринку, економічні дива та історія Тайваню для них марні.

### Роль уряду
Лі пояснив, що спочатку економічний розвиток Тайваню гальмувався «дефіцитом природних ресурсів, нестачею капіталу та іноземної валюти, технологічною відсталістю та відсутністю підприємницьких навичок», однак завдяки прямій участі та заохочення уряду інфраструктура та необхідні стимули для процвітання приватних підприємств, зокрема пом'якшення ризику, були створені:
Серед основних ініціатив були: формування інвестиційної програми та надання позик під низькі відсотки; створення промислових зон, експортних переробних зон, науково-технічного парку. Десять величезних проєктів розвитку, Дванадцять нових проєктів розвитку та Чотирнадцять ключових проєктів у 1970-х і 1980-х роках. Уряд також ухвалив різноманітні додаткові фіскальні, фінансові, валютні та торговельні заходи для прискорення темпів індустріалізації.
Уряд Тайваню потурбувався про відсутність конкуренції з приватними підприємствами без крайньої потреби, а найприбутковіші інвестиційні проєкти були залишені для приватного бізнесу. Багато разів уряд спочатку проводив техніко-економічне обґрунтування, перш ніж пропонувати позики під низькі відсотки приватним підприємцям. В інших випадках уряд діяв як одноосібний власник бізнесу перед передачею приватним інвесторам.
Однак Лі твердо вірив у те, що для уряду важливо відступити, коли приватний сектор стане міцнішим. Тоді фіскальна політика стала б більшою мірою «механізмом, який стабілізує та врівноважує коливання в приватній економічній поведінці. Еволюція фіскальної політики на Тайвані розвивалась у тому ж напрямку… зі зменшенням державного втручання, в міру того, як економіка неухильно рухалася в напрямку лібералізації».
Лі аргументував те, що уряд відіграє дві основні ролі в економічному розвитку:
1. Забезпечення конкуренції: для сприяння конкуренції в найменш розвинених країнах найкраще відкрити економіку та піддати вітчизняні підприємства міжнародній конкуренції. Лі вважав, що антимонопольні закони зайві у відкритих економіках. У нових галузях державний захист має надаватися лише на початковому етапі[3].
2. Визначення сфери виробництва, яка характеризується екстерналіями («діяльність, у якій виробники товарів чи послуг не можуть легко стягнути плату з тих, хто отримує вигоду» — це дещо відрізняється від загальноприйнятого погляду на екстерналії). Товари із зовнішнім ефектом не є постійними та розвиватимуться разом з економікою. Таким чином, сектори, якими керує держава, можуть стати більш приватизованими в міру розвитку економіки, хоча досить важко вирішити, що держава повинна надавати виходячи з зовнішньої економіки, і тому це має залишатися постійним завданням[3].

### Можливість передачі
Щодо питання про передачу економічного успіху Тайваню іншим країнам, що розвиваються, Лі сказав:
…Хоча наш політичний досвід не може бути перенесений на НРК вцілому, окремі заходи (такі як ЗВТ та інвестиційні стимули), які я презентував, час від часу успішно використовувалися сусідніми країнами […] Якщо досвід взагалі можна передати, ключове питання стосується обставин, за яких запроваджується політика. Якщо обставини занадто різні, малоймовірно, що політика призведе до того ж результату. Питання результату політики є економічним питанням, але як вона формується є політичним питанням. Хороша економіка може бути відкинута поганою політикою. Таким чином, чи можна передати політичний досвід Тайваню іншим країнам, що розвиваються, значною мірою залежить від того, чи зможе їхня культура дозволити прагматизму подолати ідеологію, а також від того, наскільки сильно вони віддані політичній та економічній свободі.
Хоча Тайвань протягом усієї своєї історії досягав відносного економічного успіху разом з іншими чотирма азійськими тиграми, які проводили подібну економічну політику, як Тайвань, відсутність такого ж «дивовижного» розвитку в країнах Латинської Америки, які застосовували ті ж принципи, ставить під сумнів, чи може політика Лі бути повністю перенесена та спричинити однозначний успіх. Лі також не врахував зовнішні фактори, які сприяли початковому економічному зростанню Тайваню, такі як економічна та військова допомога, надана урядом США в 1949—1965 роках, яка допомогла знизити інфляцію.

### Економічні досягнення
З 1965 по 1979 роки спостерігався зріст ВВП Тайваню на 10,6 % на рік, без погіршення розподілу доходів, підвищенням рівня грамотності, збільшенням тривалості життя, в порівнянні з інших країнами, що розвиваються, зростанням доходів промисловості на 15 % на рік з 1960 по 1979 роки та зменшення рівня безробіття на 2 % з 1970 року. Станом на 1988 рік дохід на людину був у три-десять разів вищий, ніж у Китаї. У 1953 році дохід на душу населення в Тайвані був нижчим за середземноморські країни та значно нижчим за будь-яку латиноамериканську країну та Малайзію, тоді як до 1982 року дохід на душу населення в Тайвані досяг 2500 доларів США, що набагато вище, ніж у Малайзії, Бразилії та Мексиці, і на рівні Португалії, Аргентини та Чилі.
У 1973 році частка промисловості в чисто внутрішньому продукті становила 36 %, показник був високим навіть за мірками промислово розвинутих країн. Експорт становив понад половину ВВП і на 90 % складався з промислових товарів, зокрема текстиль, одяг, вироби зі шкіри та дерева, радіо, телебачення, магнітофони, електронні калькулятори, швейні машини, верстати, напівпровідники та комп'ютери. Це була різка зміна у порівнянні з експортом 1955 року, який на 90 % складався з сільськогосподарської продукції, в основному з цукру та рису.
Іан Літтл писав: «Державні витрати впали з 19,6 % ВНД у 1963 році до 16 % у 1973 році, тоді як [у 1979 році] доходи зросли з 21 % до 22,4 %». Проте, за словами Вейда, державні витрати як частка ВНД зросли з 20 % у 1963 році до 23 % у 1973 році та до 27 % у 1980—1981 роках. Проте державні доходи зросли з 19,3 % у 1963 році до 25,8 % у 1973 році.

### Критика
Трирічний пакет стимулювальних заходів Тайваню у 1991 році для приватного сектора становив 40 мільярдів нових тайванських доларів (1,5 мільярда доларів США) і містив позики для малого та середнього бізнесу та 20 мільярдів нових тайванських доларів для високотехнологічних підприємств. Пакет також надавав 30 000 гектарів державних земель для приватного сектору, запропонував п'ятирічні податкові канікули для високотехнологічних галузей промисловості, дозволив залучати більше іноземних працівників для заповнення нестачі робочої сили в будівництві та на виробництві, а також дозволив більше імпортувати промислових напівфабрикатів з материкового Китаю для обробки на Тайвані. Мета плану полягала в утриманні зростання ВВП Тайваню та приватних інвестицій від падіння нижче тодішніх річних рівнів у 6–7 % і 10–15 %.
Серед критиків плану були ті, хто працював у виробничих компаніях, вони заявляли, що «плани уряду настільки приблизні, що на промисловому рівні ми не можемо працювати з такими програмами». Один із таких віцепрезидентів сказав, що через те, що великі приватні компанії планують на кілька років наперед, через невизначену та непередбачувану державну політику може все легко піти шкереберть. Він додав, що обсяг фінансування, запропонований урядом, «не може вплинути на те, що дійсно потрібно приватному сектору».
Серед інших критиків були бізнесмени, які стверджували, що план принесе користь лише великим корпораціям, а не 97 % виробничих компаній, які були малими та середніми. Вони стверджували, що Уряд Республіки Китай не протидіє більшій перешкоді для зростання приватного сектора: антиінфляційній політиці Центрального банку з високими процентними ставками та обмеженою ліквідністю. Менеджер компанії з виробництва комп'ютерних складових сказав: «У Китаї легше заробити гроші ніж тут».
Крім того, була значна критика щодо життєздатності єдиної політики «найкращої практики», якої повинна була дотримуватися кожна країна, що розвивається. Ха-Джун Чанг стверджував, що багато вже розвинених країн насправді не досягли свого нинішнього рівня розвитку, використовуючи політику та інститути, які вони рекомендують, але насправді активно використовували «погану» торговельну та промислову політику, таку як захист молодої промисловості та експортні субсидії. Чанг вважав, що багато інститутів, які були необхідні для економічного розвитку, є наслідком, а не причиною економічного розвитку. На завершення Чанг запропонував спрямувати політику на потреби країн, що розвиваються, залежно від стадії їхнього розвитку та потреб, а не використовувала загальний набір стратегій.

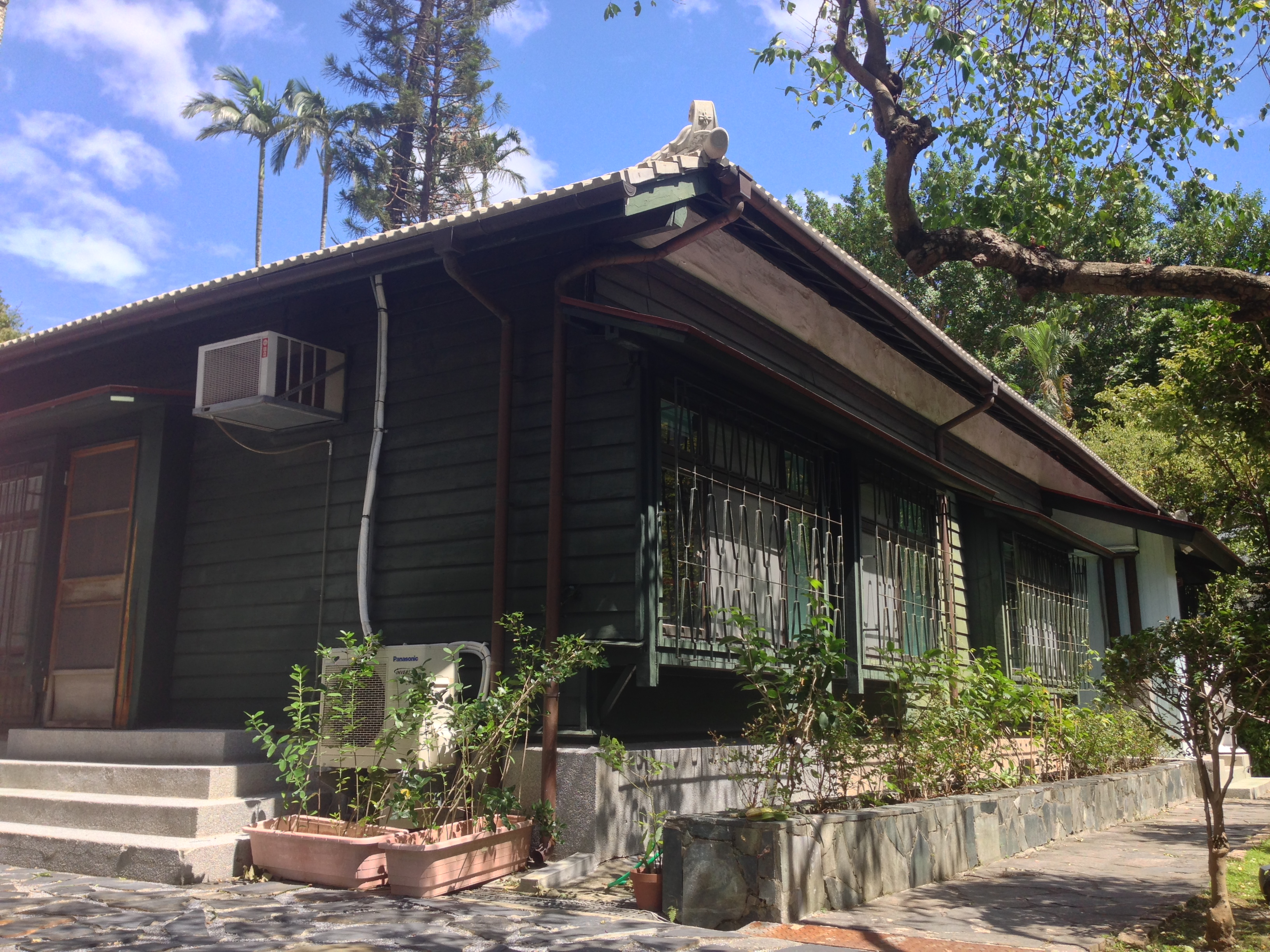
Резиденція Лі Квотінга в Тайбеї, Тайвань.

## Спадщина
Резиденція Лі в Тайбеї стала музеєм. Це традиційний японський будинок 1930-х років, у якому жив Квотінг з 1972 по 2001 рік. Колишній мер Тайбею Хау Лунбін з теплотою згадує: «Я був настільки вражений меблюванням […] Воно показує, наскільки він був розсудливим, і як багато книжок і періодичних видань прочитав». У 2001 році його ім'ям назвали астероїд (239611 Likwohting).
На честь доктора Лі назвали чотири професорські посади в Стенфордському університеті в галузі економічного розвитку, інженерії, медицини та китайської культури. Станом на 2014 рік їх обіймали: економічний розвиток (Сюегуан Чжоу), інженерна справа (Інью Є), медицина (Стенлі Н. Коен) і китайська культура (Марк Едвард Льюїс).